# Fricativa epiglottale sorda
La fricativa epiglottale sorda è una consonante, rappresentata con il simbolo ʜ nell'alfabeto fonetico internazionale (IPA).

## Caratteristiche
La consonante ʜ presenta le seguenti caratteristiche:
- il suo modo di articolazione è fricativo, perché il suono è prodotto facendo sibilare l'aria fra la lingua ed il palato;
- il suo luogo di articolazione è epiglottale, poiché è articolato chiudendo il cavo orale con l'epiglottide;
- è una consonante sorda, in quanto questo suono è prodotto solo dal sibilare dell'aria e non dalle corde vocali;
- è una consonante centrale poiché l'aria fuoriesce centralmente la lingua e non ai lati;
- è una consonante polmonare.

## Nelle lingue
Il suono ʜ è presente principalmente nelle seguenti lingue parlate:
- In lingua agul, come in [mɛʜ].
- In alcuni dialetti della lingua araba corrisponde al suono /ħ/ dell'arabo standard, come in تحاكى [tɑʜɑːkɐː] 'parlare'.
- In lingua dahalo, come in [ʜaːɗo] 'freccia'.
- In lingua haida, come in x̱ants [ʜʌnts] "ombra".